# Détroit Seniavine
Le détroit Seniavine est un détroit maritime situé à l'est de la péninsule Tchouktche (Sibérie extrême orientale). Du nord au sud, Il est relié au détroit de Béring par le cap Nygchigen, la mer de Béring par le détroit Yiergyn et le cap Tchapline.
De nombreux animaux marins typiques des eaux arctiques, comme les baleines ou les phoques, vivent ou migrent dans les eaux du détroit.

## Géographie
Le détroit Seniavine est délimité à l'ouest au nord par le cap Nygchigen, à l'est par les îles Arakamchechen et Yttygran, au sud-est par le cap Tchapline et à l'ouest et au sud-ouest par les terres continentales de la péninsule Tchouktche.
Les eaux du détroit sont connectées au détroit de Béring au nord et à l'est via le cap Nygchigen et à la mer de Bering au sud via le cap Tchapline. Au niveau médial, le détroit Yiergyn (séparation entre les îles Arakamchechen et Yttygran) relie le détroit Seniavine à la mer de Béring.

## Faune
Le détroit Seniavine est peuplé par une importante faune marine. Les eaux du détroit font partie des aires de vie et de migration de nombreuses baleines,. Des colonies de phoques occupent les zones côtières bordant le détroit.